# 1238 Predappia
Predappia (asteroide 1238) é um asteroide da cintura principal com um diâmetro de 19,96 quilómetros, a 2,2985122 UA. Possui uma excentricidade de 0,138386 e um período orbital de 1 591,46 dias (4,36 anos).
Predappia tem uma velocidade orbital média de 18,23583765 km/s e uma inclinação de 12,16902º.
Esse asteroide foi descoberto em 4 de Fevereiro de 1932 por Luigi Volta.